# Bjurvattnet
Bjurvattnet är en sjö i Skellefteå kommun i Västerbotten och ingår i Skellefteälvens huvudavrinningsområde. Sjön har en area på 2,76 kvadratkilometer och ligger 189 meter över havet. Sjön avvattnas av vattendraget Kvarnbäcken.

## Delavrinningsområde
Bjurvattnet ingår i det delavrinningsområde (720304-171074) som SMHI kallar för Utloppet av Bjurvattnet. Medelhöjden är 202 meter över havet och ytan är 14,12 kvadratkilometer. Räknas de 2 avrinningsområdena uppströms in blir den ackumulerade arean 46,58 kvadratkilometer. Kvarnbäcken som avvattnar avrinningsområdet har biflödesordning 2, vilket innebär att vattnet flödar genom totalt 2 vattendrag innan det når havet efter 58 kilometer. Avrinningsområdet består mestadels av skog (68 procent). Avrinningsområdet har 2,76 kvadratkilometer vattenytor vilket ger det en sjöprocent på 19,5 procent.